# Постніков Олександр Ігнатович
Олександр Ігнатович Постніков (рос. Постников Александр Игнатьевич; нар. 1930) - бригадир оздоблювачів «Яргоржилстроя»; Герой Соціалістичної Праці.

## Біографія
Олександр Постніков народився в сім'ї з шістьма дітьми. Під час війни працював у колгоспі. У п'ятнадцять років удостоєний медалі «За трудову доблесть».
44 роки пропрацював на будівництвах Ярославля. Його бригада малярів і штукатурів оздоблювала такі об'єкти як готелі «Ювілейний» і «Турист», кінотеатр «Батьківщина», «Мир», «Перемога», «Дружба», цирк, бібліотеку імені Некрасова, ТЮГ, багато лікарень, шкіл, дитячих садків та ін. Об'єкти завжди здавалися з першого разу і з високими оцінками зробленої роботи. Постніков вносив раціоналізаторські пропозиції й активно навчав молодь. У 1966 році був одним із небагатьох будівельників, що поїхали за кордон для оздоблення будівель радянських посольств.